# Аттендоло, Микелетто
Микеле́тто Атте́ндоло (итал. Micheletto Attendolo; 1370, Котиньола — 1463, Поццоло-Формигаро) — итальянский кондотьер XV века.

## Биография
Микелетто родился в Котиньоле и был двоюродным братом или племянником более знаменитого Муцио Аттендоло Сфорца. Вместе с последним и с Франческо Сфорца, он был заключён в тюрьму в Неаполе королевой Джованной II в декабре 1415 года. Позже он сражался против Браччо да Монтоне на стороне королевы, участвуя в конфликте в Абруццо 1424 года; после утопления Муцио он командовал авангардом при осаде Л’Акуилы.
Затем он поступил на службу к папе Мартину V и Флорентийской республике. Тогда он сыграл решающую роль в битве при Сан-Романо против Сиены. В 1434 году, после заключения договора между папой Евгением IV и королевой Джованной, в том же году, Аттендоло стал главнокомандующим (Gran Conestabile) войсками Неаполитанского королевства. Позже он сражался на стороне претендента на престол Рене Доброго.
Впоследствии Аттендоло сражался главным образом вместе с Франческо Сфорца и вышел победителем над Никколо Пиччинино в битве при Ангиари в 1440 году. В следующем годом он сменил Гаттамелата на посту верховного главнокомандующего венецианской армии. Он столкнулся с Сфорца, который на тот момент возглавлял армию Амброзианской республики, в битве при Караваджо 15 сентября 1448 года, потерпев несколько отдельных поражений.
После этой неудачи Аттендоло потерял свою должность и был заточён в Конельяно.
Старый и всеми забытый, он умер в своем лене в Поццоло-Формигаро (Пьемонт) в 1463 году.